# Kasper Harboe
Kasper Harboe (født 29. oktober 1971) er journalist, radio- og tv-vært, der er vært på Radio4’s daglige nyhedsmagasin Radio4 Morgen. 
Han har før optrådt som vært i DR P4's landsdækkende og regionale programmer, især formiddagsprogrammet Formiddag på 4'eren, hvor han blandt andet har dannet værtspar med den tidligere topsvømmer Lotte Friis og sangerinden Julie Berthelsen.
Som tv-vært har Kasper Harboe stået i spidsen for DR2's lørdagsprogram Ausfahrt, der i sommeren 2017 sendtes direkte fra tyske rastepladser. 
Til P4 har han produceret sange om doping i forbindelse med Tour de France: Floyd er Ren kom i 2006 i kølvandet på doping-skandalen om Floyd Landis. Året efter kom sangen Den guleste mand om Michael Rasmussens exit fra Tour de France 2007.
Kasper Harboe medvirkede desuden sammen med Julie Berthelsen og Thomas Buttenschön på P4´s sang Elsker alt kommunalt, der udkom i forbindelse med kommunalvalget 2017.